# چمعالی
چمعالی روستایی از توابع بخش چما شهرستان سامان در استان چهارمحال و بختیاری است.

## مردم
مردم این روستا دورکی باب از طایفه اسیوند می باشند و با زبان لری بختیاری سخن می گویند.

## جمعیت
این روستا در بخش چما قرار دارد و براساس سرشماری مرکز آمار ایران در سال ۱۳۹۵، جمعیت ۸۹۵ نفر (۱۹۵خانوار) بوده‌است.